# Volkssterrenwacht van Rožňava

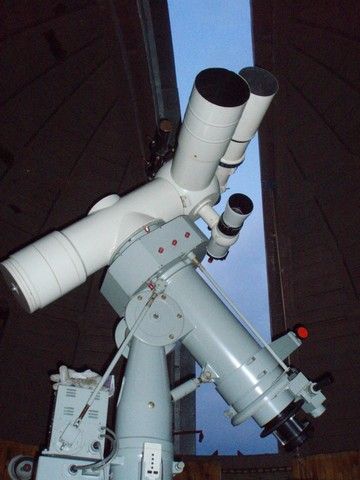
Coudé-refraktor.

De Volkssterrenwacht van Rožňava is een afdeling van het Educatief Centrum van Gemer . Hij is gevestigd in het noorden van Rožňava, aan de Lesná-straat 1 . Dit is op de zuidelijke helling van Kalvarieheuvel, enkele honderden meters ten noorden van de polikliniek Sint-Barbara (Špitálska).

## Geschiedenis
De eerste vermelding van plaatselijke belangstelling voor astronomie dateert uit 1951. In dat jaar kwamen verscheidene gegadigden samen die astronomie wensten te studeren bij middel van de destijds beschikbare middelen. Vijf jaar later, in 1956, vatte de bouw aan van de eerste telescoop : een 15 centimeter Newton-type reflector. Mettertijd (1966) leidden de activiteiten van het gezelschap tot de stichting van een locale "Vereniging voor astronomie".
Eveneens in 1966 kocht het "Stedelijk Nationaal Comité" een perceel grond met daarop een klein gebouw. Dit vastgoed werd op 15 mei van dat jaar overgedragen aan de hoger genoemde vereniging met de bouw van een observatorium als doel. Langzamerhand groeiden bijzondere projecten, zoals de installatie van een bijkomende Newton-reflector en een slinger van Foucault. De instelling breidde uit : nieuwe hulpmiddelen en apparatuur werden aangeschaft. In 1967 installeerde men een "all-sky camera", later gevolgd door een zonnewijzer van J. Gömörim.
Op 1 januari 1969 werd de vereniging een onafhankelijke instelling met de naam: Volksobservatorium "Urania", waarvan Juraj Gömöri directeur werd. Eveneens in 1969 slaagde het observatorium erin een telescoop van het Newton-type met als kenmerk: 280/2250 in het bezit te krijgen. Het jaar nadien werd het gebouw van de sterrenwacht uitgerust met een schuifdak.
In 1972 plaatste men een refractor met een diameter van 110 millimeter die zowat driekwart eeuw voordien, in 1900, in Wenen vervaardigd was. Het volgend jaar kreeg de lens van Newton een nieuwe spiegellaag.
In 1974 werd op het terrein een radiotelescoop geïnstalleerd om extreem kortstondige radiostraling van de zon op te vangen. Gelijktijdig bouwde men een 12 meter hoge zonnetoren. Op de Newton-reflector werd ook een camera geïnstalleerd voor regelmatige bewaking van zonnevlekken.
Anno 1975 begonnen experimentele metingen van temperatuur en vochtigheid en werd een zonneoven gebouwd om helio-energie aan te tonen.
Rekening houdende met de frequente uitbreidingen overwoog men een vergroting van het observatorium. Een koepel met een diameter van 6 meter ter waarde van 350.000 Tsjechische kronen (equivalent van € 13.721) werd uit Praag ingevoerd. Er werd ook een model van de hemelbol geïnstalleerd, dienstig voor demonstratie van belangrijke hemelcoördinaten met inbegrip van punten en bewegingen van sterren aan de hemel.
De meteorologische waarnemingen wekten zeer veel interesse op, hetgeen in 1982 toeliet een bestelling te plaatsen voor een professioneel weerstation. Dit bood de mogelijkheid de intensiteit van de zonnestraling te volgen met behulp van een heliograaf.
Het observatoriumgebouw was oorspronkelijk een familiehuis. Men had evenwel behoefte aan een grotere ruimte en dus ging men over tot verbouwingen en uitbreiding. Deze werken liepen in 1983 ten einde. Een jaar later werd de zonnetoren gesloopt, vermits de benodigde instrumenten onbeschikbaar bleven en de constructie niet meer voldeed aan de geëvolueerde bouwkundige vereisten.
De eerste professionele telescoop werd in 1989 aan de sterrenwacht geleverd : het was een refractor van Zeiss met een diameter van 100 millimeter en een brandpuntsafstand van 1.000 millimeter.
Op 22 mei van hetzelfde jaar begon de bouw van de rotonde onder de koepel waar de Coudé-refractor 150/2250 zou geïnstalleerd worden. Men verwachtte de oplevering ervan omstreeks het jaareinde, maar de voltooiing liet op zich wachten tot 1993.

## Technische uitrusting

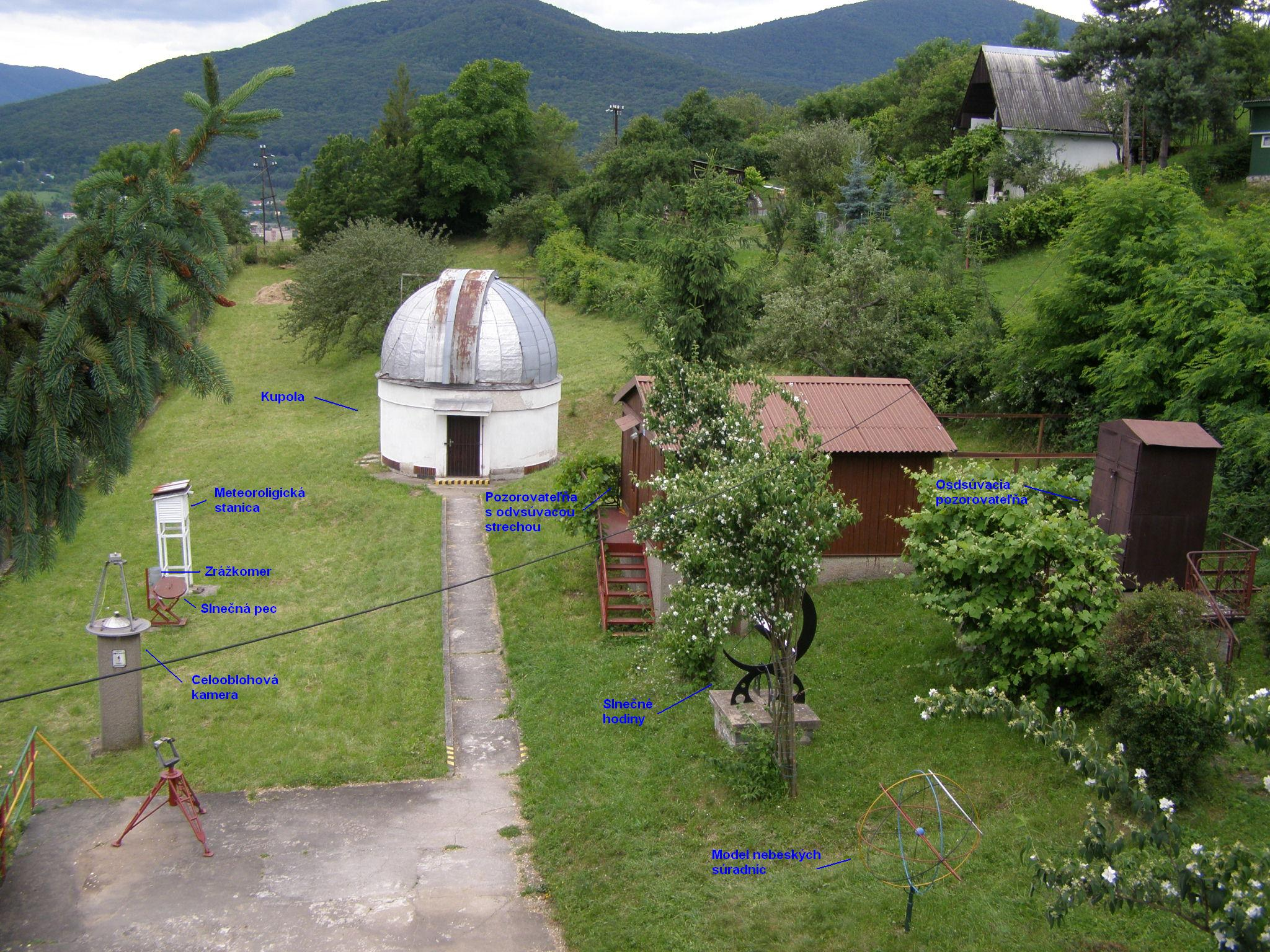
Het complex van de volkssterrenwacht in Rožňava.

- Coudé refractor 150/2250 in een roterende koepel,
- 2x binair 25/100,
- Newton's reflector 310/1515, refractor 110/1500, 2x Newton 130/1125,
- zonne- en maancamera, refractor voor fotografie 160/800,
- zonne-oven Ø 430 mm, zonne-oven Ø 1 600 mm,
- diverse kleine draagbare verrekijkers,
- draagbare 250/1500 Newton reflector op gemotoriseerde Dobson montage.

## Beschikbare ruimte
Collegezaal geschikt voor 40 aanwezigen, uitgerust met moderne maar ook met oudere technologie, bijvoorbeeld: Séleco-projector, diaprojector, dataprojectoren.